# Opinia (pogląd)
Opinia – subiektywny osąd, punkt widzenia lub stwierdzenie nierozstrzygające w kwestii danej sprawy.

## Definicja
Dana opinia może dotyczyć kwestii subiektywnych, co do których nie ma ostatecznych ustaleń, lub faktów, które należy zakwestionować w oparciu o logiczny błąd, bądź poprzeć odpowiednimi dowodami.
Fakt różni się od opinii możliwością weryfikacji, tj. możliwością potwierdzenia w drodze konsensusu ekspertów. Przykład faktu: „Stany Zjednoczone Ameryki były zaangażowane w wojnę w Wietnamie” kontra opinia: „Stany Zjednoczone Ameryki miały rację, angażując się w wojnę w Wietnamie”. Opinia może być poparta faktami i zasadami, w takim wypadku staje się argumentem.
Różni ludzie mogą wyciągać przeciwstawne wnioski (opinie), nawet jeśli zgadzają się co do tego samego zestawu faktów. Opinie rzadko zmieniają się bez przedstawienia nowych argumentów. Można dojść do wniosku, że jedna opinia jest lepiej poparta faktami niż inna, analizując argumenty na jej poparcie.
W codziennym użyciu termin „opinia” może być wynikiem punktu widzenia, zrozumienia, szczególnych uczuć, przekonań i pragnień danej osoby.